# Günter Blobel
Günter Blobel (Waltersdorf, 21 maggio 1936 – New York, 18 febbraio 2018) è stato un biologo tedesco naturalizzato statunitense, vincitore del Premio Nobel per la medicina nel 1999.

## Biografia
Bobel nacque a Waltersdorf (oggi Niegosławice, in Polonia), nella Slesia allora tedesca, e si laureò nella prestigiosa università di Tubinga nel 1960. 
Nel 1999 ricevette il Premio Nobel per la medicina per "...la scoperta dei segnali intrinseci delle proteine che governano la loro posizione e il loro trasporto all'interno della cellula".
È stato membro del consiglio direttivo della Nestlé.
È scomparso nel 2018 all'età di 81 anni a seguito di un tumore.